# عبدالخالق الطریس
عبدالخالق الطریس (عربی: عبد الخالق الطريس؛ زاده: مه ۱۹۱۰ – درگذشته: ۲۶ مه ۱۹۷۰) نویسنده، روزنامه‌نگار و فعال در جنبش ملی مراکش، به عنوان وزیر دادگستری خدمت کرد.

## زندگی‌نامه
وی از اصل و نصب اندلسی بود، لقب وی توریس بود و توسط موریسکوها به مراکش منتقل شد، از خانواده‌ای به دنیا آمد که سرپرست آن سیاسی بود.
وی معاون سلطان بطلنجه و رئیس هیئت نمایندگی مراکش در کنفرانس جزیره سبز بود. آموزش ابتدایی و متوسطه را گذراند و در سال ۱۹۲۵ در مدرسه ملی ثبت نام کرد، و سپس به فاس رفت تا مطالعاتش را راجع به روستائیان دنبال کند، سپس به قاهره رفت و به دانشگاه مصر پیوست و بدنبال آن به فرانسه رفت و به تحصیل در دانشگاه سوربن پرداخت و از بنیان‌گذاران انجمن دانشجویان مسلمان شمال آفریقا در۱۹۳۰ در فرانسه شد.
پس از بازگشت به تطوان در سال ۱۹۳۱ یک سخنرانی در مقابل شکیب ارسلان انجام داد و در سال ۱۹۳۲ انجمن دانشجویان مراکش را تأسیس کرد، در مارس ۱۹۳۴ اولین روزنامه ملی در مراکش بنام هفته‌نامه الحیات را به زبان عربی منتشر کرد و بدنبال آن روزنامه الحیات و سپس روزنامه الأمه را منتشر کرد و در تأسیس آموزشگاه آزاد به عنوان دبیرستان مدرن نیز کمک کرد.

## فعالیت‌ها
پس از انقلاب فرانکو، اعضاء جنبش ملی در جلسه‌ای که در منزل عبدالخالق الطریس برگزار شد به دلیل محاصره منزل توسط نظامیان با لباس مبدل زنانه وارد جلسه شده و موضع بیطرفی اتخاذ کردند، در این جلسه تصمیم گرفته شد که موقعیت بی‌طرفی مطلق را در جنگ بین ارتش و دولت جمهوری در اسپانیا اتخاذ کنند و همچنین تصمیم گرفتند که در مورد مشارکت مراکشی‌ها در این جنگ ساکت بمانند.
همه مبارزینی که در برابر تهاجم اسپانیا از سال ۱۹۰۹ تا ۱۹۲۷ مقاومت کردند، توسط فرانکو دستگیر شدند. عبدالخالق الطریسی در تشکیل اتحادیه ملی در شمال شرکت کرد و در سال ۱۹۳۶ به عنوان رئیس آن انتخاب شد. وی حزب اصلاح ملی را در روز ۱۸ دسامبر ۱۹۳۶ تأسیس کرد و همین‌طور به عنوان سفیر در جنبش ملی در مشرق عربی کار کرد و در ابتدای امر از فلسطین دفاع کرد. او در کنفرانس پارلمانی عرب در سال ۱۹۳۸ حضور یافت. در دادگاه نظامی فرانسه در شهر مکنس دستگیر و محاکمه شد و در سال ۱۹۴۴ به‌طور غیابی به اعدام محکوم شد.
در سال ۱۹۴۴ در طنجه مورد استقبال ملک محمد پنجم قرار گرفت و در سال ۱۹۴۷ مقامات اسپانیایی از ورودش به تطوان به عنوان نماینده حزب اصلاح جلوگیری کردند، او طی دیدارش از طنجه سخنرانی پرشوری در مقابل ملک محمد پنجم انجام داد و از طرف مقامات اسپانیا اینبار از طنجه و تطوان تعبید شد و سال ۱۹۵۲ حزب آزادیبخش مغرب عربی را در قاهره تأسیس کرد.
وی در طراحی برای استقبال از محمد بن عبدالکریم الخطابی در مصر شرکت کرد، همچنین در سازماندهی تظاهرات گسترده در سال ۱۹۵۳ پس از تبعید ملک محمد پنجم و خانواده سلطنتی شرکت کرد. او وظایف اداره الأحباس را در شمال در سال ۱۹۵۴ به عهده گرفت و توسط ملک محمد پنجم اداره (حفاظت اسپانیاییها) پس از استقلال را بدست گرفت.
او در ابتدا به عنوان سفیر عالی در امور منطقه شمال انتخاب شد و پس از استقلال در تاریخ ۳۱ ژوئیه ۱۹۵۶ به عنوان سفیر مراکش در مادرید، منصوب شد. سپس دو بار به عنوان سفیر مراکش در قاهره کار کرد و در ۱۹۶۰ به عنوان وزیر دادگستری انتخاب شد و در سال ۱۹۶۳ عضو پارلمان مراکش شد. عبدالخالق الطریس حزب خودش یعنی اصلاح را به حزب استقلال ادغام کرد و عضو کمیته اجرایی حزب استقلال شد.

## کمک به فرانکو
پس از ایجاد رابطه دوستی بین (جنبش ملی) در شمال مراکش و جناح چپ اسپانیا، رهبر این جنبش، عبدالخالق الطریس، برای حمایت از فرانکو در جنگ داخلی اسپانیا وارد جنگ شد، واین چرخش از زمانی شروع شد که فرانکو در سال ۱۹۳۶ اجازه داد عبدالخالق حزب (اصلاحات ملی) را تأسیس کند و این رابطه به‌طور خاص بعد از آغاز انتشار افکار ناسیونالیسم عرب و ملاقات با شکیب ارسلان که در آن زمان از آلمان پشتیبانی می‌کرد صورت گرفت بنحوی که شکیب ارسلان موضع عبدالخالق در قبال اسپانیا را ستود.
اتحاد مقدسی، که بین مسیحیان و مسلمانان در برابر دشمن مارکسیستی به وجود آمد، این تصویر از طرف امثال أسین بلاثیوس و ویکتور رویث ألبینیس اینگونه شایع شد که گویی که مغرب عربی مسلمان پشتیبان کشور برادر مسیحی یعنی اسپانیا است.
تصویری بود که براساس آن سخنرانی‌ها در رابطه با برادری بین مغرب و اسپانیا صورت می‌گرفت مانند سخنانی که توسط فرمانده نظامی ناظر "گارسیا فیگرس صورت گرفت یا سخنانی که در محافل رسمی، رادیوها و مطبوعات بر زبان مقامات اسپانیایی جاری می‌شد بر همین منوال بود، کما اینکه اقدام به ساختن مساجد جهت برانگیخته کردن احساسات مسلمانان می‌شدند مانند ساختن مسجد تطوان و ملیلیه است که به عنوان مهم‌ترین شاخص‌های سیاست تبلیغاتی بحساب می‌آمدند که توسط فرانکو رهبری می‌شد.

## قدردانی مقامات
در ۱۸ سپتامبر ۲۰۰۴ نماینده عالی مقاومت کنندگان قدیمی و اعضای ارتش آزادی، اقدام به تقدیر از عبدالخالق الطریس در محل سکونتش در دارالامت نمود و در ۹ آوریل ۲۰۰۵ به دریافت مدال ملک محمد ششم و مدال پاداش ملی درخور فرمانده را دریافت کرد.